# Li Ping
Li Ping (Tianjin, China, 18 mei 1986) is een Chinees professioneel tafeltennisser. In 2015 verkreeg hij het Qatarees staatsburgerschap.
Namens Qatar nam hij deel aan de Olympische Zomerspelen 2016 in Rio de Janeiro maar won geen medailles.

## Belangrijkste resultaten
- Goud namens China op de gemengd dubbel op de wereldkampioenschappen tafeltennis 2009 met Cao Zhen.